# Mercedes Abad
Mercedes Abad Calvo (Barcelona, Cataluña, España; 3 de febrero de 1961) es una escritora, periodista y traductora española.

## Biografía
Estudió en el Liceo Francés de su ciudad natal y después en la Universidad Autónoma de Barcelona, donde se graduó en Ciencias de la Información.
Desempeña su trabajo como periodista en diversos medios de comunicación. Además de escritora es traductora y profesora. Participa activamente en su entorno tanto en el mundo teatral, como cinematográfico, radiofónico y literario.

## Trayectoria
Su carrera como escritora comenzó tras presentarse a una audición para el concurso de televisión Un, dos, tres.. Durante la prueba, se rompió el menisco y mientras se recuperaba de dicha lesión, escribió su primera novela. 
El éxito le llegó con la publicación de su libro de cuentos Ligeros libertinajes sabáticos, al ganar el Premio La Sonrisa Vertical en 1986, siendo la primera escritora española en conseguirlos, de las tres que obtuvieron el galardón durante su existencia.
Entre sus libros de relatos como Felicidades conyugales (1989), Soplando al viento (1995) y Amigos y fantasmas (2004) se destacó este último al recibir el Premio Mario Vargas Llosa al mejor libro de relatos del 2004.
Escribió la novela Sangre (2000), La niña gorda (2014), y el ensayo humorístico Sólo dime dónde lo hacemos (1991). Además, es autora de diversas obras de teatro y de algunas adaptaciones, entre ellas, XXX, de la compañía La Fura dels Baus. Ha colaborado como periodista en diferentes medios de comunicación y también ha trabajado de traductora. Es profesora de la Escuela de Escritura del Ateneo Barcelonés.
Durante la pandemia mundial de COVID-19, manifestó que la situación "Para algunos ha sido una cárcel; para otros, la cueva del anacoreta o el marco de una rica vida introspectiva; y otros, que antes pasaban pocas horas en ella, se han dedicado a hacerle tratamientos de belleza ordenando, tirando trastos o haciendo bricolaje". Consciente de cómo el confinamiento cambió la percepción de los espacios habitados, escribió su novela ilustrada Casa en venta (2020), recogiendo su propia experiencia en esta historia de ficción.

## Premios
- Premio La Sonrisa Vertical (1986) con la obra Ligeros libertinajes sabáticos.
- Premio NH de relatos Mario Vargas Llosa (2004) con Amigos y fantasmas.

## Obras
- Ligeros libertinajes sabáticos (1986). Tusquets.
- Felicidades conyugales (1989). Tusquets.
- Sólo dime donde lo hacemos (1991). Temas de hoy
- Soplando al viento (1995). Tusquets.
- Una dosis de T.N.T. Cuento corto publicado en la Antología Los cuentos que cuentan (1998). Editorial Anagrama.
- Sangre (2000). Tusquets.
- Titúlate tú (2002). Debols!llo.
- Amigos y fantasmas (2004). Tusquets.
- El vecino de abajo (2007). Editorial Alfaguara.
- Leyendas de Bécquer (2007). 451 Editores.
- Media docena de robos y un par de mentiras (2009). Editorial Alfaguara.
- La niña gorda (2014).
- Casa en venta (2020). Páginas de Espuma.
- Escuela de escritura (2023). Tusquets

### Antologías
- Cuento español actual (1992-2012). Edición: Ángeles Encinar. Madrid: Cátedra, 2014. Obras de: Mercedes Abad, Pilar Adón, Fernando Aramburu, Felipe Benítez Reyes, Jon Bilbao, Juan Bonilla, Gonzalo Calcedo, Carlos Castán, Mercedes Cebrián, Cristina Cerrada, Cristian Crusat, Óscar Esquivias, Patricia Esteban Erlés, Esther García Llovet, Marcos Giralt Torrente, Isabel González, Hipólito G. Navarro, Cristina Grande, Almudena Grandes, Irene Jiménez, Berta Marsé, Ignacio Martínez de Pisón, Ricardo Menéndez Salmón, Juan Jacinto Muñoz Rengel, Elvira Navarro, Andrés Neuman, Ángel Olgoso, Julia Otxoa, Félix J. Palma, David Roas, Javier Sáez de Ibarra, Care Santos, Eloy Tizón, Pedro Ugarte, Berta Vías Mahou, Ignacio Vidal-Folch, Ángel Zapata, Miguel Ángel Zapata.